# Tromblon (1905)
Tromblon – francuski niszczyciel z okresu I wojny światowej. Jednostka typu Claymore. Okręt wyposażony w dwa kotły parowe opalane węglem. Niszczyciel przetrwał wojnę. Został skreślony z listy floty 14 maja 1921 roku.